# Бобслей на зимних Олимпийских играх 1936
Соревнования по бобслею на зимних Олимпийских играх 1936 года прошли с 11 по 15 февраля. В соревнованиях приняло участие 99 спортсменов из 13 стран. Разыгрывались медали среди двоек и четвёрок.

## Трасса
Трасса на горе Ризеркопф была построена ещё к чемпионату мира 1934 года, а к зимним Олимпийским играм 1936 года она была модернизирована. Длина трассы составляла 1525 м, она имела 13 поворотов. Старт производился на высоте 920 м над уровнем моря, финиш был на 129 м ниже. Чтобы построить трассу, лёд с озера Ризерзе нарезался на кирпичи, которые укладывались на трассе рядом и замораживались вместе с помощью жидкого кислорода. Несмотря на то, что лёд оказался плохого качества, для 1936 года трасса оказалась очень хорошей.

## Общий медальный зачёт
| Место | Страна         | Золото | Серебро | Бронза | Всего |
| ----- | -------------- | ------ | ------- | ------ | ----- |
| 1     | Швейцария      | 1      | 2       | 0      | 3     |
| 2     | США            | 1      | 0       | 1      | 2     |
| 3     | Великобритания | 0      | 0       | 1      | 1     |

## Медалисты
| Дисциплина         | Золото                                                                              | Серебро                                                                                   | Бронза                                                                                           |
| ------------------ | ----------------------------------------------------------------------------------- | ----------------------------------------------------------------------------------------- | ------------------------------------------------------------------------------------------------ |
| Двойки (мужчины)   | США · США I · Айвен Браун · Алан Уошбонд                                            | Швейцария · Швейцария II · Фриц Файерабенд · Йозеф Берли                                  | США · США II · Джилберт Колгейт · Ричард Лоуренс                                                 |
| Четвёрки (мужчины) | Швейцария · Швейцария II · Пьер Мюзи · Арнольд Гартманн · Шарль Бувье · Йозеф Берли | Швейцария · Швейцария I · Рето Кападрутт · Ганс Айхеле · Фриц Файерабенд · Ханс Бютикофер | Великобритания · Великобритания I · Фредерик Макэвой · Джеймс Кардно · Гай Дагдейл · Чарльз Грин |